# Neurodiritti
i neurodiritti sono un termine legale-filosofico che indicano un modo di analizzare le implicazioni etiche e legali delle neuroscienze. I neurodiritti possono essere definiti come i principi sociali, legali, etici e naturali di libertà riguardo la mente di una persona, al fine di preservare e proteggere il cervello umano.

## Storia
Negli ultimi anni, i progressi tecnologici nel campo della mente e della neuroingegneria sono in aumento in sempre più settori.
Gli studi di Boyre e Sententia sul concetto di "libertà cognitiva" definita come "il diritto e la libertà a controllare la propria coscienza e i propri processi elettrochimici di pensiero" e lo definiscono un diritto fondamentale per la libertà di ogni persona.
Nel 2010, la visione basata sul diritto della "libertà cognitiva" è stata ampliata da Farahany.

## Caratteristiche
La causa dei neurodiritti sta facendo progressi in varie parti del mondo. Il Cile è stato il primo paese nel mondo ad approvare un emendamento alla sua costituzione così da includere i diritti digitali e la protezione dell'integrità della mente umana di fronte al progresso delle neurotecnologie, mettendo le persone al centro del progresso.
Alcune iniziative quali la piattaforma "Neurorights" stabilisce cinque dei seguenti neurodiritti:
1. Identità personale: consiste nel limitare qualsiasi neurotecnologia e/o terapia che altererebbe il senso di sé di una persona e impedire la perdita di identità attraverso la connessione a reti digitali esterne.
2. Libero arbitrio: fa riferimento al preservare la capacità della persone di prendere decisioni liberamente, in modo consensuale e autonomo, pertanto senza manipolazione o influenza mediata dalle neurotecnologie.
3. Privacy della mente: protegge le persone dall'uso dei dati ottenuti durante la misurazione della loro attività del cervello, senza un consenso esplicito e vieta ogni transazione commerciale che usi o coinvolga questi dati.
4. Parità di accesso: per evitare disuguaglianza nella società e che le tecnologie siano solo per pochi, questo neurodiritto cerca di regolare l'uso delle neurotecnologie per modificare o migliorare le capacità cerebrali
5. Protezione contro i pregiudizi: impedisce che le persone vengano discriminate sulla base di qualsiasi fattore.

### Privacy
La prima concettualizzazione coerente di privacy risale ad un articolo di Warren e Brandeis, pubblicato nel 1890 ed è stato definito come “un diritto ad essere lasciati soli”. Secondo Warren e Brandeis suscita attenzione il crescente interesse dei media basati sul gossip e sul rivelare informazioni personali sulle persone, senza il loro consenso, considerata come un’invasione della sfera privata di una persona. Secondo l’articolo 12 della Dichiarazione Universale dei Diritti Umani, “nessuno dovrebbe essere sottoposto a interferenze arbitrarie con la sua privacy, famiglia, casa o corrispondenza, né ad attacchi al suo onore e alla sua reputazione. Alcuni ricercatori come Yuste, affermano che i cittadini dovrebbero avere l’abilità e il diritto di tenere privati i propri dati neurali con particolare riguardo alle vulnerabilità di sicurezza dei neurodispositivi e al potenziale di interferenza delle tecniche avanzate che analizzano i dati.

## Etica e sperimentazione
Gli esperimenti sugli animali invece che sugli umani sono generalmente comuni. Alcuni studi, per coomprendere alcuni aspetti della psicobiologia umana hanno sopracceduto ai neurodiritti di varie specie. Ad esempio uno studio per dimostrare che la memoria può creare falsi ricordi ha utilizzato tecniche di optogenetica nei topi, che attivano artificialmente i neuroni legati ad un ricordo, facendo associare questa attivazione ad una scossa elettrica (falso ricordo).  Nella ricerca sui primati non umani (macachi, scimmie) è utilizzato talvolta il neurochip-2, un piccolo computer che si monta sulla testa del primate per registrare l’attività dei loro neuroni. La società Neuralink di Elon Musk ha utilizzato i loro neurochip, impiantati nel cervello dei macachi al fine di gestirne l’attività neurale. La compagnia è stata talvolta criticata per il numero di primati morti e/o eutanizzati dopo le sperimentazioni mediche, a causa di infiammazioni o altre complicazioni causate dall’impianto chirurgico. Tuttavia, Neuralink ha negato gli accaduti di abuso animale. Alcuni tra i maiali osservati negli esperimenti hanno riportato granulomi, aggregati di cellule che si formano da infiammazioni dei tessuti, tuttavia Neurolink ha sostenuto che gli impianti non ne siano la causa.